# Diplogasteroididae
Diplogasteroididae (лат.) — семейство круглых червей из отряда Rhabditida (или Diplogasterida, Nematoda). Северо-восточная Азия.

## Описание
Круглые черви микроскопических размеров, обычно около 1 мм. Прокорпус и метакорпус раздельные. Стома продолговатая (у близкого семейства Diplogastridae она широкая) с маленькими зубчиками на метарабдионе. Наземные, всеядные, хищники. Часто ассоциированы с членистоногими. Род Dirhabdilaimus ассоциирован с жуками, в том числе с жуками-долгоносиками вида Hylobius albosparsus (Curculionidae). Вид Rhabdontolaimus psacotheae Kanzaki, Minagawa & Futai, 2002 ассоциирован с жуками-усачами Psacothea ilaris (Lamiini).

## Систематика
4 рода, около 40 видов. Систематическое положение дискутируется. Иногда эту группу вместе с другими семействами (Cylindrocorporidae, Diplogastridae, Neodiplogasteridae, Odontopharyngidae) выделяют из подотряда Rhabditina (где они объединены в инфраотряд Diplogasteromorpha) в отдельный отряд Diplogasterida Maggenti, 1982 и, даже, в подкласс нематод Diplogasteria Hodda, 2003.
- Diplogasteroides de Man, 1912 — около 30 видов
  - =Amphidiplogasteroides Ruhm in Körner, 1954
  - =Fuchsnema Andrássy, 1984
  - =Masseyus Paramonov, 1964
  - =Neodiplogasteroides Rühm, 1956
  - =Pseudodiplogaster Takaki, 1941
  - =Rhabditolaimus Fuchs, 1914
  - =Rhabdontolaimus Fuchs, 1931
- Dirhabdilaimus Paramonov & Turligina, 1955 — Северо-восточная Азия[1]
  - (Dirhabdilaimus macroonchatis Korenchenko, 1992)
- Goffartia Hirschmann, 1952 — 5 видов
  - =Paramonovnema Andrássy, 1968
- Rhabditidoides Rahm, 1928 — 6 видов
  - =Anchidiplogasteroides Paramonov & Turlingina, 1955